# Joseph Maraite
Joseph Maraite (Waimes, 11 settembre 1949 – Sankt Vith, 25 aprile 2021) è stato un politico e insegnante belga appartenente al Partito Cristiano Sociale.

## Biografia
Di professione insegnante, ha lavorato dal 1981 al 1984 presso il Ministero della Pubblica Istruzione. Nell'aprile 1977 è stato eletto deputato del Parlamento della Comunità germanofona del Belgio, rimanendo in carica fino al 2009. Dal 1984 al 1986 è stato Ministro della sanità, della famiglia, dello sport e del turismo nel Governo della Comunità germanofona del Belgio e successivamente, dal 1986 al 1999, ha ricoperto la carica di ministro presidente della medesima comunità.
Dal 1977 al 2017 è stato consigliere comunale di Burg-Reuland, dove dal 2004 al 2017 ha ricoperto la carica di sindaco.